# 南京晓庄学院行知学院
南京晓庄学院行知学院，是南京晓庄学院举办的普通全日制本科公有民办二级学院，为纪念南京晓庄学院的人民教育家陶行知先生而命名。
学院聘请陶行知先生之子陶诚教授担任名誉院长。

## 历史
- 2003年2月17日，批准成立，为公有民办二级学院；
- 2014年起停止招生。

## 专业设置
设立30多个本科专业（方向）：
- 软件工程
- 汉语言文学（文秘）专业
- 计算机科学与技术（数据库技术）专业
- 行政管理（人力资源）专业